# Bolesława Arabska-Przedpełska
Bolesława Arabska-Przedpełska (ur. 14 kwietnia 1924 w Łodzi, zm. 19 maja 2019) – polska stomatolog, dr hab. nauk medycznych.

## Życiorys
Odbyła studia stomatologiczne na Uniwersytecie Łódzkim i w Akademii Medycznej w Łodzi, w 1967 uzyskała doktorat, a w 1988 habilitowała się na podstawie oceny dorobku naukowego i pracy. Od 1991 zatrudniona na stanowisku profesora nadzwyczajnego.
Pracowała na Oddziale Stomatologicznym Wydziału Lekarskiego Uniwersytetu Medycznego w Łodzi oraz w Zakładzie Stomatologii Zachowawczej Akademii Medycznej w Łodzi.
Zmarła 19 maja 2019.

## Odznaczenia
- Srebrna i Złota Odznaka Polskiego Towarzystwa Stomatologicznego[2]
- Złoty Krzyż Zasługi[2]
- Krzyż Kawalerski Orderu Odrodzenia Polski[2]